# Jason Lewis (Politiker)

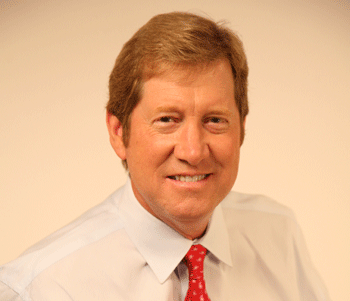
Jason Lewis

Jason Mark Lewis (* 23. September 1955 in Waterloo, Black Hawk County, Iowa) ist ein US-amerikanischer Politiker der Republikanischen Partei. Seit dem 3. Januar 2017 vertritt er den Bundesstaat Minnesota im US-Repräsentantenhaus.

## Werdegang
Zwischen 1974 und 1979 studierte Jason Lewis an der University of Northern Iowa die Fächer Pädagogik und Geschäftsführung. Von 1990 bis 1992 war er an der University of Colorado in Denver eingeschrieben, wo er politische Wissenschaften studierte. Ab 1992 war er als Radiomoderator tätig und hatte ab 2011 eine eigene Radiosendung mit dem Titel The Jason Lewis Show. Zwischen 1997 und 2002 war er auch Gastgeber der Fernsehsendung Twin Cities Public. Außerdem ist er Verfasser einiger politischer Abhandlungen.
Bei der Wahl 1990 kandidierte Lewis erfolglos für den Kongress. Bei der Wahl 2016 wurde Lewis im zweiten Kongresswahlbezirk Minnesotas gegen die Demokratin Angie Craig in das US-Repräsentantenhaus in Washington, D.C. gewählt. Dort trat er am 3. Januar 2017 die Nachfolge John Klines an, der 2016 nicht mehr kandidiert hatte.
Nachdem Lewis Craig 2016 nur knapp geschlagen hatte, galt sein Sitz bei der Wahl 2018 als besonders gefährdet. Insbesondere wurde im Juli 2018 Kritik wegen misogyner Äußerungen laut, die Lewis über Jahre in seiner Radiosendung gemacht hatte. So hatte er sich darüber beklagt, dass man Frauen nicht mehr „Schlampen“ (sluts) nennen dürfe. Lewis distanzierte sich nicht von diesen Äußerungen und erklärte, er sei damals dafür bezahlt worden, provokativ zu sein. Kurz darauf wurden rassistische Kommentare aus der Radiosendung thematisiert; so hatte Lewis Schwarzen vorgeworfen, einen Rassenkrieg gegen Weiße zu führen und eine Anspruchs- und Opfermentalität zu haben, die zu Gewalt führe.